# Dermot Curtis
Dermot Patrick Curtis (Dublino, 26 agosto 1932 – Exeter, 1º novembre 2008) è stato un calciatore irlandese, di ruolo attaccante.
Debutta il 3 ottobre del 1956 contro la Danimarca, alla quale segna una rete nel 2-1 finale per la Nazionale irlandese.

## Palmarès

### Club

#### Competizioni nazionali
- Campionato inglese: 1

Ipswich Town: 1961-1962
- Campionato inglese di seconda divisione: 1

Ipswich Town: 1960-1961
- Campionato irlandese: 1

Shelbourne: 1953